# Château Gomel (Château du Domaine d'Orangis)
Le château Gomel ou château du Domaine d'Orangis est situé sur la commune de Ris-Orangis, dans le département de l'Essonne.

## Historique
Le château appartient au comte Charles-René de Bombelles, seigneur d'Orangis, époux morganatique de l'archiduchesse Marie-Louise d'Autriche.
Sous la Restauration, il est la propriété de Jean-Baptiste Gomel, maire de Ris-Orangis de 1823 à 1828.
Il passe ensuite à son fils, Charles-Samson Gomel, conseiller d'État et maire de la commune de 1848 à 1880. Père de Charles Gomel, il est l'un des principaux donateurs de l'église Notre-Dame.

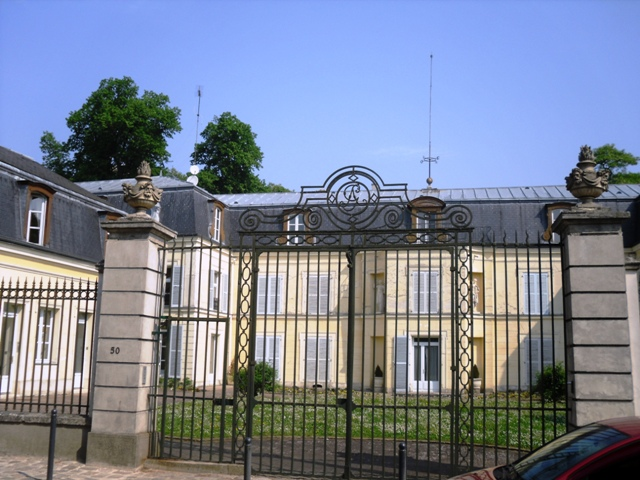